# Eskilstuna Linden Hockey
Le Linden Hockey est un club de hockey sur glace d'Eskilstuna en Suède. Il évolue en Hockeyettan, troisième échelon suédois.

## Historique
Le club a été créé en 1945.